# Хенде, Чаба
Чаба Хенде (венг. Hende Csaba; 5 февраля 1960) — венгерский политик, занимавший пост министра обороны Венгрии с 29 мая 2010 года по 9 сентября 2015 года, когда он ушел в отставку.

## Биография
Хенде родился в Сомбатхее в 1960 году. В 1983 году он окончил юридический факультет Будапештского университета имени Лоранда Этвеша, затем работал юристом в своем родном городе Сомбатхей. Начиная с 1988 года он был членом Венгерского демократического форума (MDF). В 1991 году он вошел в состав правительства в качестве парламентского государственного секретаря Министерства обороны. В период деятельности социалистическо-либерального правительства он возобновил свою юридическую практику в Сомбатхее. В первом кабинете Виктора Орбана он занимал должность государственного секретаря в Министерстве юстиции. В начале XXI века он занимал высокие должности в партии MDF, в том числе пост вице-президента, но в 2004 году присоединился к партии «Фидес». В 2006 и 2010 годах он был избран в Национальную ассамблею от партии «Фидес» по округу Ваш. В 2010 году Хенде был назначен министром обороны.
Его первой мерой на посту министра стала замена начальника Генерального штаба Вооруженных сил генерала (OF-9) Ласло Томболя и более высокопоставленных военных офицеров. Венгерская социалистическая партия раскритиковала это решение как непонятное. Хенде оправдывал свой шаг тем, что при предыдущем правительстве в армии было много уклонений от уплаты налогов и недобросовестного управления. Он сказал, что восстановит честь и престиж венгерских сил обороны.
7 сентября 2015 года Хенде ушел в отставку со своего поста после того, как вооруженные силы, которые он курировал как министр, слишком медленно строили венгерский пограничный барьер. 10 сентября его сменил Иштван Шимичко.
2 октября 2017 года Хенде был назначен председателем Законодательного комитета венгерского парламента и, таким образом, стал заместителем спикера по законодательству.

## Личная жизнь
Чаба Хенде женат. Его первой женой была Сильвия Штибер. У них есть две дочери, Юлия и Борбала. Его вторая жена — Моника Шайлай.